# Benxi
Benxi (en chino, 本溪; pinyin, Běnxī) es una Ciudad-prefectura en la provincia de Liaoning, en la República Popular China. Su área es de 8411 km² y su población es de 1,56 millones.
La ciudad fue fundada como un centro metalúrgico en 1915 ya que en la zona se encuentran importantes yacimientos de carbón y de hierro. Estuvo ocupada por las tropas japonesas desde 1931 hasta 1945. Debido a la proximidad con las fábricas de acero, Benxi sufre graves problemas de contaminación atmosférica.

## Administración
La ciudad prefectura de Benxi se divide en 4 distritos y 2 condados autónomos. 
- Distrito Pingshan 平山区
- Distrito Xihu 溪湖区
- Distrito Mingshan 明山区
- Distrito Nanfen 南芬区
- Condado autónomo Benxi Manchu 本溪满族自治县
- Condado autónomo Huanren Manchú 桓仁满族自治县

## Toponimia
El nombre de la ciudad lo toma directamente del lago Benxi (本溪湖) ubicado en los acantilados de la montañas Woyin (卧云山), un pequeño cuerpo de agua natural de 15m² al norte de la ciudad Benxi. El nombre del lago escrito originalmente era (杯犀湖) y traducía literalmente a "tazón de rinoceronte" porque es ancho en la superficie y angosto en el fondo, con forma de "cuerno de rinoceronte" 
En 1734 durante la dinastía Qing se dijo que era muy difícil de escribir, así que se buscó un sonido homofónico y paso a utilizar los caracteres 本 que se refiere a raíz y 溪 que hace referencia a riachuelos. En 1870, Gao Shengyao (高升尧), el jefe de la región de Liaodong, utilizó esta nueva escritura cincelando sobre la entrada de una cueva y desde entonces, se ha extendido el nombre.

## Clima
El clima de la ciudad es templado y húmedo, con una temperatura anual promedio de 7C. El verano es ligeramente más caliente, y la temperatura media en julio (el mes más caliente) es de 24C. El invierno es muy frío, con una temperatura media de -14C grados. La mitad de la precipitación de la ciudad se produce en julio y agosto.
| Parámetros climáticos promedio de Benxi (1971−2000) | Parámetros climáticos promedio de Benxi (1971−2000) | Parámetros climáticos promedio de Benxi (1971−2000) | Parámetros climáticos promedio de Benxi (1971−2000) | Parámetros climáticos promedio de Benxi (1971−2000) | Parámetros climáticos promedio de Benxi (1971−2000) | Parámetros climáticos promedio de Benxi (1971−2000) | Parámetros climáticos promedio de Benxi (1971−2000) | Parámetros climáticos promedio de Benxi (1971−2000) | Parámetros climáticos promedio de Benxi (1971−2000) | Parámetros climáticos promedio de Benxi (1971−2000) | Parámetros climáticos promedio de Benxi (1971−2000) | Parámetros climáticos promedio de Benxi (1971−2000) | Parámetros climáticos promedio de Benxi (1971−2000) |
| Mes                                                 | Ene.                                                | Feb.                                                | Mar.                                                | Abr.                                                | May.                                                | Jun.                                                | Jul.                                                | Ago.                                                | Sep.                                                | Oct.                                                | Nov.                                                | Dic.                                                | Anual                                               |
| --------------------------------------------------- | --------------------------------------------------- | --------------------------------------------------- | --------------------------------------------------- | --------------------------------------------------- | --------------------------------------------------- | --------------------------------------------------- | --------------------------------------------------- | --------------------------------------------------- | --------------------------------------------------- | --------------------------------------------------- | --------------------------------------------------- | --------------------------------------------------- | --------------------------------------------------- |
| Temp. máx. media (°C)                               | −5.0                                                | −1.2                                                | 6.3                                                 | 15.8                                                | 22.2                                                | 26.4                                                | 28.6                                                | 28.0                                                | 23.0                                                | 15.6                                                | 5.7                                                 | −2.1                                                | 13.6                                                |
| Temp. mín. media (°C)                               | −16.9                                               | −12.7                                               | −4.3                                                | 4.0                                                 | 10.4                                                | 16.0                                                | 19.8                                                | 18.6                                                | 11.5                                                | 3.7                                                 | −4.8                                                | −12.8                                               | 2.7                                                 |
| Precipitación total (mm)                            | 7.9                                                 | 8.4                                                 | 17.5                                                | 41.9                                                | 67.3                                                | 95.3                                                | 207.9                                               | 168.2                                               | 75.2                                                | 49.1                                                | 26.0                                                | 11.2                                                | 775.9                                               |
| Días de precipitaciones (≥ 0.1 mm)                  | 5.0                                                 | 5.0                                                 | 6.2                                                 | 8.2                                                 | 9.6                                                 | 12.3                                                | 14.3                                                | 12.2                                                | 8.3                                                 | 7.6                                                 | 6.8                                                 | 4.8                                                 | 100.3                                               |
| Horas de sol                                        | 164.4                                               | 186.5                                               | 220.5                                               | 230.2                                               | 240.8                                               | 213.0                                               | 173.5                                               | 183.0                                               | 203.7                                               | 200.8                                               | 161.1                                               | 147.5                                               | 2325.0                                              |
| Humedad relativa (%)                                | 64                                                  | 58                                                  | 53                                                  | 50                                                  | 55                                                  | 66                                                  | 76                                                  | 78                                                  | 73                                                  | 64                                                  | 64                                                  | 65                                                  | 63.8                                                |
| Fuente: China Meteorological Administration         |                                                     |                                                     |                                                     |                                                     |                                                     |                                                     |                                                     |                                                     |                                                     |                                                     |                                                     |                                                     |                                                     |